# Долгота дня

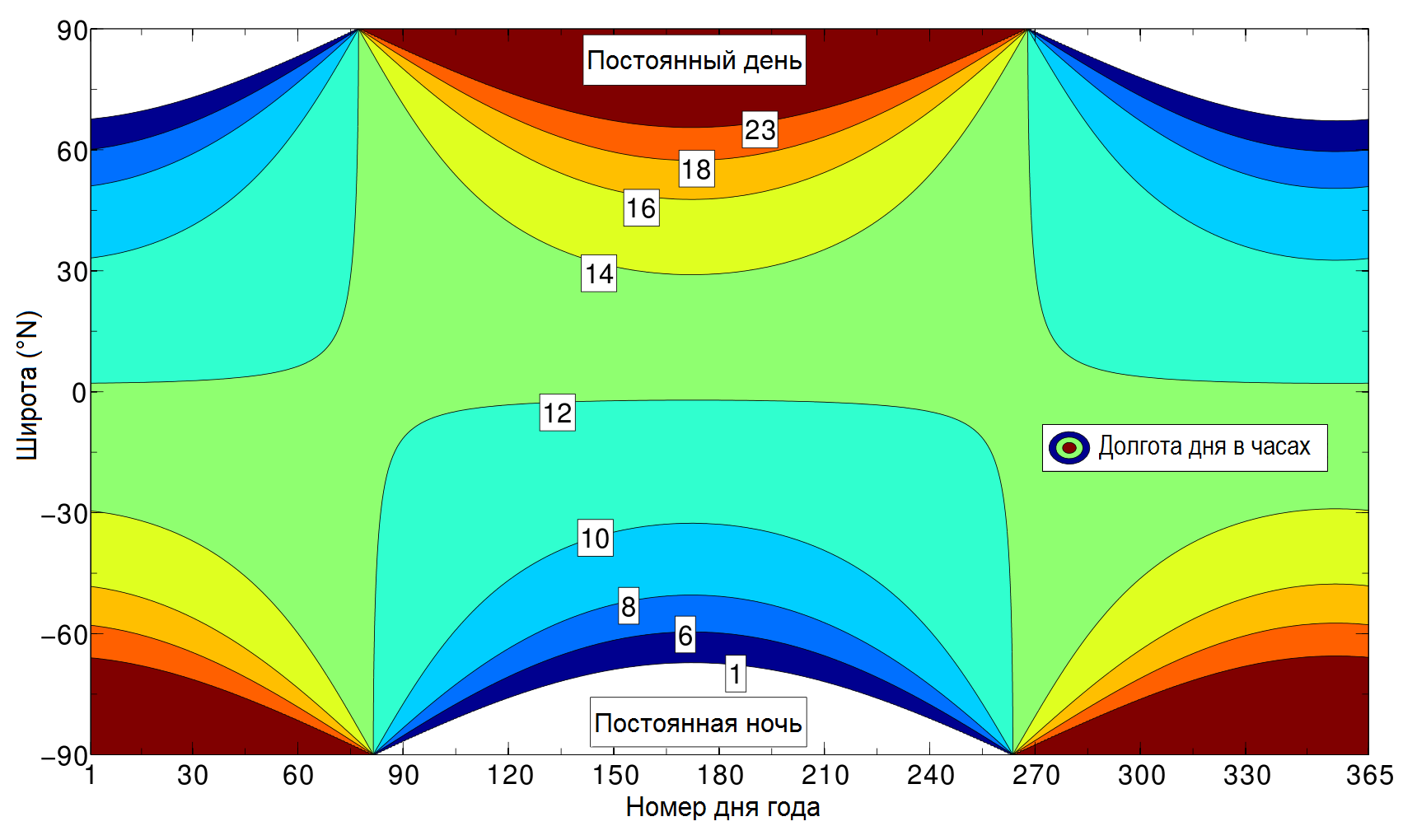
Зависимость долготы дня в часах (цифры на картинке) от широты (по вертикальной оси) и дня в году (по горизонтальной оси).

Долгота дня — промежуток времени между восходом солнца и его заходом, в течение которого хотя бы часть солнечного диска находится над горизонтом.

## Описание
Долгота дня зависит от географической широты места и от склонения Солнца. На земном экваторе она приблизительно постоянна и составляет 12 часов 7 минут. Отклонение от половины суток обусловлено самим определением восхода и захода солнца, поскольку восходом и заходом считается момент пересечения видимого горизонта верхним краем солнечного диска, а не его центром. Кроме того, на долготу дня влияет рефракция солнечных лучей. Наклон земной оси к плоскости эклиптики определяет колебания долготы дня. В Северном полушарии Земли долгота дня больше 12 часов с середины марта до конца сентября, и с ростом широты она увеличивается до полярного дня. С конца сентября до середины марта она меньше 12 часов, и с ростом широты продолжительность дня уменьшается до полярной ночи. В Южном полушарии — наоборот: с середины марта до конца сентября долгота дня меньше 12 часов.
Наибольшая долгота дня бывает в день летнего солнцестояния (около 22 июня в Северном полушарии, около 22 декабря в Южном полушарии), а наименьшая — в день зимнего солнцестояния (около 22 декабря в Северном полушарии, около 22 июня в Южном полушарии).
В дни равноденствий (около 21 марта и около 23 сентября) всюду на Земле день несколько длиннее ночи по той же причине, по которой день на экваторе длиннее 12 часов.
В пределах полярных кругов солнце может не заходить, и долготу дня можно принимать равной 24 часам — в таком случае следует рассматривать продолжительность полярного дня. На северном и южном полюсах полярный день длится между равноденствиями плюс поправка в 4 дня на размер солнечного диска и рефракцию — 190 и 184 дня, соответственно.
Итак, среднегодовая долгота дня для всех широт немного больше 12 часов. По мере отдаления от экватора средняя продолжительность дня растёт, так как восход и закат солнца происходят под меньшим углом к горизонту. Максимальная среднегодовая продолжительность дня достигается на северном и южном полярном круге — 12 часов 32 минуты и 12 часов 16 минут, соответственно. Разница между северным и южным полушарием вызвана тем, что земная орбита эллиптическая и в северном полушарии промежуток от весеннего до осеннего равноденствия длиннее, чем от осеннего до весеннего. Средняя продолжительность дня на полюсах такая же, как и на полярном круге (в полярный день продолжительность считается как 24 часа, в полярную ночь — как 0).
Продолжительность периода, когда светло, существенно отличается от долготы дня, поскольку перед восходом и после заката наблюдаются сумерки разной продолжительности, увеличивая продолжительность светлого времени от 45 минут и вплоть до белых ночей летом или продолжительных сумерек зимой в высоких широтах.

## Вычисление долготы дня
В языке программирования PHP есть функции для определения времени восхода date_sunrise() и захода date_sunset() солнца. Аргументами функций являются географические координаты и UNIX-время.
Долготу дня D (в часах, при отсутствии полярного дня и полярной ночи) можно вычислить по следующей формуле:
{\displaystyle D={\frac {24}{\pi }}\arccos \left(-\tan \varphi \cdot \tan \delta \right)}
где:
- {\displaystyle \varphi } : широта наблюдателя;
- {\displaystyle \delta } : склонение Солнца на момент вычисления[Комм 1].

arccos вычисляется в радианах; если аргумент arccos меньше −1 — это полярный день, если больше 1 — полярная ночь.
Результат не учитывает размера диска солнца и рефракцию. С учётом этих явлений долгота дня будет больше на широте до 30° на 8 минут, на широте 60° на 15—25 минут.

## История
Таблицы продолжительности дня и ночи на Руси приводились в месяцесловах ещё в начале XVIII века и в святцах, например, 1649 года. Известны и специально изготовленные для этого приборы. Один из них, датируемый серединой — концом XVII века, хранится в Государственном историческом музее. Он представляет собой деревянный сектор. На одной его стороне указана продолжительность дня и ночи в часах для каждого полумесяца с сентября по февраль (год тогда начинался 1 сентября), а на другой стороне — с марта по август.

## Максимальная долгота суток на других планетах
При этом используются единицы времени Земли:
- Меркурий — около 60 суток
- Венера — 243 дня (5832 часа)
- Марс — 24 часа 39 минут 35,24409 секунды (сол)
- Юпитер — 9 часов
- Сатурн — около 10 часов
- Уран — около 13 часов
- Нептун — около 15 часов